# Treblinka (banda)
Treblinka fue una banda de black metal formada en 1987 por Johan Edlund en Estocolmo que posteriormente pasó a llamarse Tiamat. Durante su poco tiempo pudieron sacar tres demos denominados «Severe abominations» , «Crawling In Vomits» y «Sign Of The Pentagram». Hacían pequeñas giras con grupos como Death. Después de un largo tiempo Johan Edlund decide cambiarle el nombre al grupo a Tiamat y realizan una recopilación de sus grandes éxitos. Su primer disco oficial, lanzado a través de una discográfica, se denomina Sumerian Cry.

## Discografía
- Severe abominations (1989)
- Crawling In Vomits (1988)
- Sign Of The Pentagram (1989)